# Thereva argenteolanata
Thereva argenteolanata är en tvåvingeart som beskrevs av Frey 1921. Thereva argenteolanata ingår i släktet Thereva och familjen stilettflugor. Inga underarter finns listade i Catalogue of Life.